# Jessica Eye
Jessica Eye, née le 27 juillet 1986 en Ohio, est une pratiquante américaine d'arts martiaux mixtes (MMA), active entre 2010 et 2022 ; année durant laquelle elle prend sa retraite avec un palmarès de 15 victoires pour 27 combats.

## Carrière en arts martiaux mixtes

### Début de carrière
Jessica Eye fait ses débuts en amateur le 7 juin 2008 au NAAFS: Fight Night in the Flats 4. En deux ans elle remporte 5 victoires et ne subit aucune défaite devenant numéro 1 sur le circuit amateur.
Elle combat pour la première fois sur le circuit professionnel le 5 juin 2010 au NAAFS: Fight Night in the Flats 6 face à Amanda LaVoy .

### North American Allied Fight Series
Le 4 juin 2011 le titre poids pailles NAAFS est remis en jeu à Cleveland dans l'Ohio aux États-Unis lors d'un affrontement entre Jessica Eye tenante du titre et l'irlandaise Aisling Daly. L'américaine qui combat dans son jardin et qui part favorite sous les encouragements du public, domine le premier round et fait subir des ground and pound à son adversaire. La seconde reprise voit les deux combattantes tenter tour à tour plusieurs soumissions, jusqu'à ce que Jessica Eye cherche à placer une clé de cheville. Aisling Daly parviens à se dégager, passe dans le dos de l'américaine et la soumet par un étranglement arrière. Jessica Eye subit sa première défaite et perd le titre de Championne féminine NAAFS 2011 des moins de 125 lb (57 kg) au profit d'Aisling Daly.

### Ultimate Fighting Championship
Le 19 octobre 2013, lors de l'UFC 166, elle est opposée à Sarah Kaufman. Dans un premier temps, elle remporte le combat par décision partagée (29-28, 28-29 et 29-28). Après le combat le résultat initial est finalement transformé en sans décision par le TSAC, Jessica Eye ayant été contrôlée positive à la marijuana.
Fin mars 2015, Dana White, le président de l'Ultimate Fighting Championship (UFC), dévoile durant une conférence de presse qu'une rencontre entre Jessica Eye et Miesha Tate sera programmée en juin 2015. Le 14 avril 2015 la date du combat est finalement repoussée au 25 juillet 2015 pour l'évènement UFC on Fox 16 qui se déroulera à Chicago dans l'illinois aux États-Unis. Le vainqueur pourra tenter de prendre le titre de championne des poids coqs de l'UFC dans un futur combat contre le gagnant du duel entre Ronda Rousey et Bethe Correia prévu le 1er août 2015.

### Palmarès en arts martiaux mixtes
| 27 combats     | 15 victoires | 11 défaites |
| Par KO         | 3            | 1           |
| Par soumission | 1            | 1           |
| Sur décision   | 11           | 9           |
| Sans décision  | 1            | 1           |

| Résultat      | Record    | Adversaire           | Méthode                             | Événement                              | Date              | Round | Temps | Lieu                                  | Notes |
| ------------- | --------- | -------------------- | ----------------------------------- | -------------------------------------- | ----------------- | ----- | ----- | ------------------------------------- | --- |
| Défaite       | 15-11 (1) | Maycee Barber        | Décision unanime                    | UFC 276: Adesanya vs. Cannonier        | 2 juillet 2022    | 3     | 5:00  | Las Vegas, Nevada, États-Unis         | |
| Défaite       | 15-10 (1) | Jennifer Maia        | Décision unanime                    | UFC 264: Poirier vs. McGregor III      | 10 juillet 2021   | 3     | 5:00  | Las Vegas, Nevada, États-Unis         | |
| Défaite       | 15-9 (1)  | Joanne Calderwood    | Décision unanime                    | UFC 257: Poirier vs. McGregor II       | 24 janvier 2021   | 3     | 5:00  | Abou Dabi, Émirats arabes unis        | |
| Défaite       | 15-8 (1)  | Cynthia Calvillo     | Décision unanime                    | UFC on ESPN: Eye vs. Calvillo          | 13 juin 2020      | 3     | 5:00  | Las Vegas, Nevada, États-Unis         | |
| Victoire      | 15-7 (1)  | Viviane Araújo       | Décision unanime                    | UFC 245: Usman vs. Covington           | 14 décembre 2019  | 3     | 5:00  | Las Vegas, Nevada, États-Unis         | |
| Défaite       | 14-7 (1)  | Valentina Shevchenko | KO (head kick)                      | UFC 238: Cejudo vs. Moraes             | 8 juin 2019       | 2     | 0:26  | Chicago, Illinois, États-Unis         | Pour le titre des poids mouches de l'UFC. |
| Victoire      | 14-6 (1)  | Katlyn Chookagian    | Décision partagée                   | UFC 231: Holloway vs. Ortega           | 8 décembre 2018   | 3     | 5:00  | Toronto, Ontario, Canada              | |
| Victoire      | 13-6 (1)  | Jessica-Rose Clark   | Décision unanime                    | UFC Fight Night: Cowboy vs. Edwards    | 23 juin 2018      | 3     | 5:00  | Kallang, Singapour                    | |
| Victoire      | 12-6 (1)  | Kalindra Faria       | Décision partagée                   | UFC Fight Night: Stephens vs. Choi     | 14 janvier 2018   | 3     | 5:00  | Saint-Louis, Missouri, États-Unis     | Début en poids mouches. |
| Défaite       | 11-6 (1)  | Bethe Correia        | Décision partagée                   | UFC 203: Miocic vs. Overeem            | 10 septembre 2016 | 3     | 5:00  | Cleveland, Ohio, États-Unis           | |
| Défaite       | 11-5 (1)  | Sara McMann          | Décision unanime                    | UFC Fight Night: Almeida vs. Garbrandt | 29 mai 2016       | 3     | 5:00  | Las Vegas, Nevada, États-Unis         | |
| Défaite       | 11-4 (1)  | Julianna Peña        | Décision unanime                    | UFC 192: Cormier vs. Gustafsson        | 3 octobre 2015    | 3     | 5:00  | Houston, Texas, États-Unis            | |
| Défaite       | 11-3 (1)  | Miesha Tate          | Décision unanime                    | UFC on Fox: Dillashaw vs. Barão II     | 25 juillet 2015   | 3     | 5:00  | Chicago, Illinois, États-Unis         | |
| Victoire      | 11-2 (1)  | Leslie Smith         | TKO (Arrêt du médecin)              | UFC 180: Werdum vs. Hunt               | 15 novembre 2014  | 2     | 1:30  | Mexico, Mexique                       | |
| Victoire      | 10-2 (1)  | Alexis Davis         | Décision partagée                   | UFC 170: Rousey vs. McMann             | 22 février 2014   | 3     | 5:00  | Las Vegas, Nevada, États-Unis         | |
| Sans décision | 10-1 (1)  | Sarah Kaufman        | Sans décision                       | UFC 166: Velasquez vs. dos Santos III  | 19 octobre 2013   | 3     | 5:00  | Houston, Texas, États-Unis            | Décision partagée en faveur de Eye transformée en sans décision après que Eye ait échoué au contrôle antidopage pour consommation de marijuana. |
| Victoire      | 10-1      | Carina Damm          | Decision unanime                    | NAAFS: Fight Night in the Flats 9      | 1er juin 2013     | 3     | 5:00  | Cleveland, Ohio, États-Unis           | |
| Victoire      | 9-1       | Zoila Frausto Gurgel | Soumission (étranglement bras-tête) | Bellator Fighting Championships: S7    | 7 décembre 2012   | 1     | 0:58  | Atlantic City, New Jersey, États-Unis | |
| Victoire      | 8-1       | Angela Magaña        | Décision unanime                    | NAAFS: Rock N Rumble 6                 | 17 août 2012      | 3     | 5:00  | Cleveland, Ohio, États-Unis           | |
| Victoire      | 7-1       | Anita Rodriguez      | Décision unanime                    | Bellator 66                            | 20 avril 2012     | 3     | 5:00  | Cleveland, Ohio, États-Unis           | |
| Victoire      | 6-1       | Kelly Warren         | Décision unanime                    | NAAFS: Caged Vengeance 10              | 18 février 2012   | 3     | 5:00  | Cleveland, Ohio, États-Unis           | |
| Victoire      | 5-1       | Jennifer Scott       | Décision unanime                    | NAAFS: Night of Champions 2011         | 23 novembre 2011  | 3     | 5:00  | Canton, Ohio, États-Unis              | |
| Victoire      | 4-1       | Casey Noland         | Décision partagée                   | Bellator 51                            | 24 septembre 2011 | 3     | 5:00  | Canton, Ohio, États-Unis              | |
| Défaite       | 3-1       | Aisling Daly         | Soumission (Étranglement arrière)   | NAAFS: Fight Night in the Flats 7      | 4 juin 2011       | 2     | 4:00  | Cleveland, Ohio, États-Unis           | Pour le titre des poids pailles du NAAFS. |
| Victoire      | 3-0       | Ashley Nee           | TKO (poings)                        | Ring of Combat 34                      | 4 février 2011    | 1     | 4:34  | Atlantic City, New Jersey, États-Unis | Remporte le titre des poids pailles du ROC. |
| Victoire      | 2-0       | Marissa Caldwell     | Décision unanime                    | NAAFS: Eve of Destruction 1            | 18 septembre 2010 | 3     | 5:00  | Akron, Ohio, États-Unis               | |
| Victoire      | 1-0       | Amanda LaVoy         | TKO (coudes)                        | NAAFS: Fight Night in the Flats 6      | 5 juin 2010       | 2     | 3:18  | Cleveland, Ohio, États-Unis           | |